# Estat de la matèria

Estats de la matèria i canvis de fase

En física i en química, un estat de la matèria, o fases, correspon de fet a una sèrie d'estats macroscòpics, que tenen un conjunt de propietats físiques i químiques relativament uniformes (densitat, estructura cristal·lina, índex de refracció…). Històricament, la diferenciació es feia basant-se en propietats qualitatives com el volum i la forma: el sòlid era l'estat en què la matèria mantenia la forma i el volum de manera permanent, el líquid manté un volum fix, però s'adapta a la forma del recipient que el conté i el gas l'estat en què la matèria s'expandeix per a ocupar tot el volum disponible.

## Estats clàssics de la matèria

Distribució de la freqüència dels estats de la matèria que adopten els elements químics (fins al curi) en funció de la temperatura (blau = sòlid, vermell = líquid, verd = gasós).

Els tres estats més familiars de la matèria, considerats com els estats clàssics, són:
- Sòlid: en aquest estat, les substàncies mantenen en general la seva forma i volum.
- Líquid: en aquest estat, les substàncies mantenen el volum, però la forma és inestable i s'adapta a la superfícies que l'envolten.
- Gasós: en aquest estat, les substàncies ocupen totalment l'espai disponible.

En el cas dels sòlids, es diferencien dos tipus en funció d'altres característiques:
- Sòlid cristal·lí: és un sòlid fràgil que no canvia de forma, les seves partícules es distribueixen ordenadament i en posicions fixes en l'espai. Els seus components elementals són reticles o cel·les cristal·lines que es repeteixen.
- Sòlid amorf: es caracteritza pel fet que les partícules que els formen es distribueixen a l'atzar en l'espai.

### Models de les partícules dels estats clàssics
Les propietats del tres estats clàssics de la matèria es poden explicar amb models simples de l'estructura de la matèria, assumint que la matèria és formada per partícules minúscules. En realitat, aquestes partícules (àtoms, molècules o ions) tenen diferents formes; però, per al propòsit d'avaluació dels estats de la matèria, les podem considerar com a petites esferes.
La mitjana de l'energia cinètica de totes les partícules en cadascun dels estats és una mesura de la temperatura. Però la naturalesa del moviment en cada estat de la matèria és totalment diferent. En el gas, les partícules es mouen seguint línies rectes, com si fossin boles de billar, fins que xoquen entre si o amb la paret del recipient contenidor. En els líquids, les partícules han de passar pels espais que deixen les partícules veïnes (difusió, moviment brownià). En l'estat sòlid, les partícules només vibren al voltant de la seva posició d'equilibri.

#### Estat sòlid

Model de les partícules d'un sòlid cristal·lí

Mantenint constant la pressió, a baixa temperatura, els cossos es presenten en forma sòlida de manera que els àtoms es troben entrellaçats formant generalment estructures cristal·lines; això confereix al cos la capacitat de suportar forces sense deformació aparent. Són, per tant, agregats generalment rígids, durs i resistents. L'estat sòlid presenta les característiques següents:
- Força de cohesió (atracció).
- Vibració.
- Té forma pròpia.
- Els sòlids no es poden comprimir.
- Són resistents a fragmentar-se.
- Volum definit.
- Pot ser orgànic o inorgànic.

#### Estat líquid

Model de les partícules d'un líquid o un sòlid amorf

Augmentant la temperatura, el sòlid es va "descomponent" fins a desaparèixer l'estructura cristal·lina, i arriba a l'estat líquid, la característica principal del qual és la capacitat de fluir i adaptar-se a la forma del recipient que el conté. En aquest cas, encara existeix un cert lligam entre els àtoms del cos, encara que de molta menor intensitat que en el cas dels sòlids. L'estat líquid presenta les característiques següents:
- Força de cohesió menor (regular).
- Moviment-energia cinètica.
- Sense forma definida.
- Pren el volum de l'envàs que el conté.
- En fred es comprimeix, exceptuant-ne l'aigua.
- Té fluïdesa.
- Pot presentar fenomen de difusió.

Els líquids tenen 3 estats:
- gasós
- líquid
- sòlid.

#### Estat gasós

Model de les partícules d'un gas

Finalment, incrementant encara més la temperatura, s'arriba a l'estat gasós. Els àtoms o molècules del gas es troben virtualment lliures, de manera que són capaços d'ocupar tot l'espai del recipient que el conté, encara que seria millor dir que es distribueix o reparteix per tot l'espai disponible. L'estat gasós presenta les característiques següents:
- Força de cohesió gairebé nul·la.
- Sense forma definida.
- Sense volum definit.
- Es pot comprimir fàcilment.
- Exerceix pressió sobre les parets del recipient que el conté.
- Els gasos es mouen amb llibertat.

### Exemples d'estat físic d'algunes substàncies
La taula següent mostra l'estat físic en què es troben una sèrie de substàncies seleccionades a una pressió de 1013,25 hPa (pressió atmosfèrica) i en dues situacions de temperatura, a 25°C i a -10 °C. En tant que la pressió es considera constant, els canvis són deguts només a la variació de la temperatura.
| Substància | Temperatura de fusió¹ | Temperatura d'ebullició¹ | Estat físic a temperatura ambient (25 °C)¹ | Estat físic a un congelador (−10 °C)¹ |
| ---------- | --------------------- | ------------------------ | ------------------------------------------ | ------------------------------------- |
| Ferro      | 1535 °C               | 2750 °C                  | sòlid                                      | sòlid                                 |
| Coure      | 1084 °C               | 2567 °C                  | sòlid                                      | sòlid                                 |
| Cesi       | 28 °C                 | 671 °C                   | sòlid                                      | sòlid                                 |
| Oxigen     | −219 °C               | −183 °C                  | gasós                                      | gasós                                 |
| Heli       | −272 °C               | −269 °C                  | gasós                                      | gasós                                 |
| Brom       | −7 °C                 | 59 °C                    | líquid                                     | sòlid                                 |
| Clor       | −101 °C               | −35 °C                   | gasós                                      | gasós                                 |
| Aigua      | 0 °C                  | 100 °C                   | líquid                                     | sòlid                                 |

¹ a pressió atmosfèrica

### Canvis d'estat

Exemples de gràfics del canvi de la capacitat calorífica (C) respecte la temperatura (T) en una transició de fase

Un canvi d'estat o transició de fase és l'evolució de la matèria entre diversos estats sense que n'hi hagi canvis en la composició. Per a cada element o compost químic, existeixen unes determinades condicions de pressió i temperatura en les quals es produeixen els canvis d'estat, havent d'interpretar-se, quan es fa referència únicament a la temperatura de canvi d'estat, que aquesta es refereix a la pressió d'1 atm (la pressió atmosfèrica). D'aquesta manera, en condicions normals (pressió atmosfèrica i 20 °C), hi ha composts tant en estat sòlid com líquid i gasós.
Les transicions de fase es produeixen quan l'energia lliure d'un sistema no és una funció analítica (no és contínua o no és derivable, per exemple) per a alguna de les variables termodinàmiques. Quan una substància pateix un canvi de fase, canvia d'un estat de la matèria a un altre, acostuma a adquirir o alliberar energia. Per exemple, quan l'aigua s'evapora, l'energia cinètica utilitzada per les molècules en evaporació per a fugir de la força atractiva del líquid es reflecteix en un descens de la temperatura. La quantitat d'energia requerida per a induir el canvi és superior a la quantitat d'energia necessària per a escalfar l'aigua des de la temperatura ambient fins a just per sota de la temperatura d'ebullició, motiu pel qual l'evaporació és útil per a refredar coses (vegeu entalpia de vaporització). El procés contrari, la condensació, allibera calor. L'energia calorífica, o entalpia, associada a un canvi de sòlid a líquid, és l'entalpia de fusió, mentre que la que està associada a un canvi de sòlid a gas és l'entalpia de sublimació.
Les transicions entre els diferents estats físics tenen noms especials (solidificació, sublimació, fusió, etc.) i hi ha unes condicions específiques de pressió i temperatura per tal que es pugui produir la transició en substàncies pures. Aquestes condicions de transició corresponen a les línies que fan de frontera entre fases en els diagrames de fase. Amb cada canvi de fase, es produeix l'alliberació o l'absorció de certa quantitat de calor. Els possibles canvis d'estat es mostren a la taula següent:
|         | Final                      |                           |                      |
| Inicial | Sòlid                      | Líquid                    | Gas                  |
| Sòlid   | No Aplicable               | Fusió                     | Sublimació           |
| Líquid  | Solidificació o Congelació | No Aplicable              | Ebullició/Evaporació |
| Gas     | Sublimació inversa         | Condensació i Liqüefacció | No Aplicable         |

#### Exemples quotidians
Totes les transicions de fase es poden observar en la vida quotidiana, per exemple sobre l'aigua:
- Fusió: si traiem gel del frigorífic, es comença a liquar perquè la temperatura que hi ha fora del congelador és superior a la temperatura de fusió de l'aigua.
- Solidificació: en posar aigua al congelador, l'aigua es refreda, al principi es formen cristalls de gel que van creixent més i més fins que l'aigua esdevé una massa compacta de gel.
- Evaporació: si escalfem aigua per sobre de la seva temperatura d'ebullició, esdevé un gas. Les bombolles que observem en bullir l'aigua són el resultat de la formació de vapor d'aigua (un gas) sota la superfície.
- Condensació: el vapor d'aigua és, com la majoria de les substàncies gasoses, invisible. Refredant el vapor d'aigua en estat gasós, apareixen petites gotes d'aigua que són visibles.

Per a una composició determinada, només són possibles certes fases a una temperatura i pressió donades. El nombre i el tipus de fases que apareixeran és difícil de predir i habitualment es determina experimentalment. El resultat d'aquests experiments s'acostuma a representar en un diagrama de fases.

### Model de partícules de les transicions de fase

A causa del fet que els sòlids tenen energia interna o capacitat calorífica, els seus àtoms vibren entorn d'una posició fixa dins de l'estructura ordenada (o desordenada) de la substància. Aquesta imatge mostra el mode normal unidimensional de vibració de les partícules d'un sòlid cristal·lí. L'amplitud del moviment ha estat exagerat, i en realitat és molt més petit que el paràmetre de cel·la. La totalitat de les vibracions de l'estructura d'una xarxa cristal·lina o amorfa tenen un paper clau en la teoria cinètica dels sòlids.

#### Fusió
En augmentar la temperatura d'un sòlid (subministrant-hi energia tèrmica), les seves partícules augmenten les vibracions, es mouen més ràpidament, i la distància entre aquestes (en general) augmenta. Fins a un cert punt, les forces de Van der Waals són capaces de mantenir-les al seu lloc en la xarxa cristal·lina i el material continua sent sòlid. Però si es continua subministrant calor, arriba un moment que s'assoleix el que es denomina punt de fusió, l'amplitud de la vibració de les partícules és tan gran que l'estructura reticular del sòlid es trenca parcialment i comencen a aparèixer grups de partícules que es poden moure lliurement.

#### Solidificació
Amb la caiguda de la temperatura, el moviment de les partícules i la distància que les separa disminueix. A més, també en disminueix l'energia cinètica de rotació.
En arribar a l'anomenada temperatura de solidificació, la distància entre les partícules és tan petita que es bloquegen mútuament i interaccionen les unes amb les altres mitjançant les forces de Van der Waals més intensament, augmentant les forces atractives de manera que les partícules es veuen forçades a ocupar una posició fixa en una xarxa tridimensional.
Hi ha líquids que s'expandeixen quan la temperatura descendeix, l'aigua n'és un exemple; per això, si congelem una ampolla plena d'aigua és possible que es trenqui el vidre a causa de l'augment del volum de l'aigua sòlida. Aquest comportament es coneix com a anomalia de densitat de l'aigua.

#### Evaporació i sublimació
La velocitat de les partícules no és la mateixa per a totes, unes són més ràpides i d'altres es mouen més a poc a poc que la mitjana. La velocitat de les partícules canvia constantment a conseqüència de les col·lisions.
En la frontera d'un sòlid o d'un líquid, es pot produir la transició de fase vers un estat gasós; de vegades, pot passar que una partícula a l'atzar rebi un impuls tan fort que superi la força de cohesió que la mantenia unida a les altres, i escapi.
Aquesta partícula que escapa passa a ser en estat gasós i pren una mica d'energia calorífica en forma d'energia cinètica; per tant, com a conseqüència d'aquesta partícula que escapa del sòlid o del líquid, aquests es refreden una mica. Quan s'assoleix el punt de sublimació o el punt d'ebullició, aquest procés es fa de manera contínua fins que totes les partícules passen a la fase gasosa.
En aquest cas, la temperatura en la fase d'evaporació acostuma a ser la mateixa, atès que totes les partícules estan desapareixent a la temperatura més alta del sistema. La calor s'utilitza per a augmentar de l'entropia.
Si les forces de cohesió són molt fortes, com en el cas dels enllaços metàl·lics i dels iònics, no és possible que es produeixi l'evaporació.
El fort increment en el volum que comporta l'evaporació d'una substància pot provocar una explosió si s'hi aplica molta calor de cop i volta.

#### Condensació i sublimació inversa
Els processos inversos són la condensació i la sublimació inversa. Quan, per casualitat, una partícula impacta contra una substància sòlida o líquida, li transmet el seu moment (la seva energia cinètica) i queda atrapada per les forces de cohesió (forces de Van der Waals). A conseqüència d'això, la substància que rep els impactes s'escalfa una mica.
En baixar la temperatura d'un gas, les partícules perden la seva energia cinètica; en assolir els límits que marquen la temperatura de sublimació o la de solidificació, les partícules comencen a agrupar-se entre si per formar un líquid o un sòlid a causa de les forces de cohesió que ara són prou fortes per retenir-les juntes.

#### Diagrama de fases

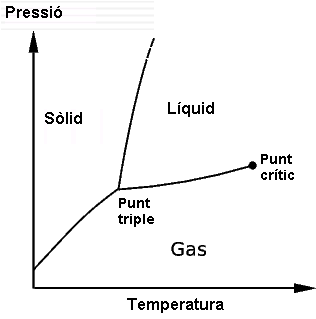
Un diagrama de fases típic

Un diagrama de fases de pressió i temperatura (pT) d'una substància descriu la manera com, en funció del valor de la pressió i la temperatura, la substància es troba en una o altra fase o estat físic. Les línies indiquen a quina pressió i temperatura la substància canvia d'estat físic. Les línies indiquen les fronteres entre diferents fases i són els punts de pressió i temperatura en els quals es produeixen les transicions de fase. En cada fase, la substància es troba en equilibri dinàmic respecte a les altres.

### Mescles de matèria en diferents estats
| ↓ barrejat de → | Sòlid                | Líquid                     | Gas             |
| --------------- | -------------------- | -------------------------- | --------------- |
| Sòlid           | Aliatge, Conglomerat | Suspensió, Fang, Col·loide | Fum, Aerosol    |
| Líquid          | Gel, esponja humida  | Emulsió, Dispersió         | Boira, Aerosol  |
| Gas             | Escuma               | Escuma                     | Mescla de gasos |

## Estats no clàssics
En els sòlids cristal·lins, els àtoms o les molècules que els componen estan empaquetats i són molt propers. En mineralogia i cristal·lografia, una estructura cristal·lina és un arranjament particular dels àtoms en un cristall. Una simetria específica està formada per una xarxa de Bravais, que sol ser una única cèl·lula unitària que es repeteix periòdicament en les tres dimensions de la xarxa cristal·lina.
Els sòlids no cristal·lins o amorfs es descriuen sovint com a líquids sobre-refredats que posseeixen alhora les propietats mecàniques dels sòlids i dels líquids, depenent de l'escala de temps que es consideri. En la seva estructura, les seves molècules no presenten l'ordre que trobem en les substàncies cristal·lines. A més, aquest tipus de sòlids presenten un cert flux viscós i deformació plàstica a escala geològica. Per tant, mecànicament, es comporta com un sòlid per a tots els propòsits pràctics i escales de temps experimentals. Alguns exemples comuns en són el cautxú sintètic, el poliestirè i altres polímers. Molts sòlids amorfs esdevenen líquids quan s'escalfen per sobre de la seva temperatura de transició vítria, per sobre de la qual les molècules es tornen mòbils.

### Cristall líquid
El cristall líquid és un tipus especial d'estat de la matèria que presenta propietats de les fases líquida i sòlida al mateix temps. Depenent del tipus de cristall líquid, és possible, per exemple, que les molècules tinguin llibertat de moviment en un pla, però no entre plans, o que tinguin llibertat de rotació, però no de translació. Alguns tipus de cristall líquid tenen una gran importància tecnològica, com els utilitzats en la fabricació de les pantalles de cristall líquid.

### Ordenació magnètica
Els metalls de transició sovint tenen un moment magnètic a causa de l'espín net dels electrons que es mantenen desaparellats i no formen enllaços químics. En alguns sòlids, els moments magnètics de diferents àtoms estan ordenats i poden crear ferromagnetisme, antiferromagnetisme o ferrimagnetisme.
En un material ferromagnètic com el ferro sòlid, el moment magnètic de cada àtom està alineat en la mateixa direcció (en un domini magnètic). Si els dominis també estan alineats, el sòlid és un imant permanent, que és magnètic fins i tot en absència d'un camp magnètic exterior. La magnetització desapareix quan l'imant s'escalfa fins a la temperatura de Curie, que en el cas del ferro és de 768°C.
Un material anti ferromagnètic té dues xarxes iguals, però amb moments magnètics oposats que es cancel·len entre si, de manera que la magnetització neta n'és nul·la. Per exemple, en l'òxid de níquel II (NiO), la meitat dels àtoms de níquel tenen moments alineats en una direcció i l'altra meitat en la direcció oposada.
En un material ferrimagnètic, les dues xarxes dels moments magnètics són oposades, però desiguals, de manera que la cancel·lació n'és incompleta i hi ha una magnetització neta diferent de zero. N'és un exemple la magnetita (Fe₃O₄), que conté ions de Fe2+ i de Fe3+ amb moments magnètics diferents.

## Estats d'alta energia

### Plasma
Al plasma, se l'anomena també "el quart estat de la matèria", a més dels tres "clàssics", sòlid, líquid i gas. És un gas en el qual els àtoms s'han trencat, i que està format per electrons negatius i per ions positius, àtoms que han perdut electrons i han quedat amb una càrrega elèctrica positiva i que estan movent-se lliurement.
A diferència dels gasos freds (p. e., l'aire a la temperatura ambient), els plasmes condueixen l'electricitat i són fortament influïts pels camps magnètics. El llum fluorescent, molt utilitzat en la llar i en el treball, conté plasma (el seu component principal és el vapor de mercuri) que escalfa i agita l'electricitat, mitjançant la línia de força a la qual està connectat el llum. La línia fa positiu elèctricament un extrem, i l'altre, negatiu, causa que els ions (+) s'accelerin cap a l'extrem (-), i que els electrons (-) vagin cap a l'extrem (+). Les partícules accelerades guanyen energia, col·lideixen amb els àtoms, expulsen electrons addicionals i així mantenen el plasma, fins i tot encara que es recombinin partícules. Les col·lisions també fan que els àtoms emetin llum i, de fet, aquesta forma de llum és més eficient que els llums tradicionals. Els rètols de neó i els llums urbans funcionen per un principi similar i també s'usen en electrònica.

### Plasma de quarks i gluons
Els experiments portats a terme al CERN durant les dècades del 1980 i la del 1990 van portar a anunciar l'existència d'aquest nou estat de la matèria l'any 2000. El plasma de quarks i gluons és un estat que només existeix a altes temperatures i pressions i en què els quarks i gluons són gairebé lliures, a diferència d'altres estats on són confinats als hadrons, i poden ser observats de manera individual.

## Estats a baixes temperatures

### Superfluid
El superfluid és un estat de la matèria que es caracteritza per l'absència total de viscositat, la qual cosa el diferencia d'una substància molt fluida, la qual tindria una viscositat propera a zero, però no exactament igual a zero, de manera que, en un circuit tancat, fluiria interminablement sense fricció. Va ser descoberta el 1937 per Pyotr Leonidovich Kapitsa, John F. Allen i Don Miseno, i el seu estudi s'anomena hidrodinàmica quàntica. És un fenomen físic que té lloc a molt baixes temperatures, a prop del zero absolut, límit en el qual cessa tota activitat. Un inconvenient és que gairebé tots els elements es congelen a aquestes temperatures. Però hi ha una excepció: la de l'heli. Hi ha dos isòtops estables de l'heli, l'heli-4 (que és molt comú) i l'heli-3 (que és estrany) i es produeix en la desintegració beta del triti en reactors nuclears. També es troba a la superfície de la Lluna, arrossegat fins allà pel vent solar.

### Condensat de Bose-Einstein
Un altre estat de la matèria és el condensat de Bose-Einstein (CBE), predit el 1924 per Satyendra Nath Bose i Albert Einstein, i obtingut el 1995 (els físics Eric A. Cornell, Carl I. Wieman i Wolfgang Ketterle van compartir el Premi Nobel de Física de l'any 2001 per aquest fet). Aquest estat s'aconsegueix a temperatures properes al zero absolut i es caracteritza pel fet que tots els àtoms es troben en el mateix lloc, formant un superàtom.

## Altres estats de la matèria
Existeixen altres possibles estats de la matèria; alguns d'aquests només existeixen sota condicions extremes, com en l'interior d'estrelles mortes, o al començament de l'univers, després del big-bang:
- Fluids supercrítics. Un fluid supercrític (FSC) és qualsevol substància que es trobi en condicions de pressió i temperatura superiors al seu punt crític. Tenen unes propietats típiques, el que habitualment es denomina "un híbrid entre un líquid i un gas", és a dir, es pot difondre com un gas, i dissoldre materials com un líquid. Els FSC es caracteritzen per la gran quantitat de densitats que poden adoptar. Per damunt de les condicions crítiques, petits canvis en la pressió i la temperatura en produeixen grans canvis en la densitat.

- Supersòlid. Aquest material és un sòlid en el sentit que la totalitat dels àtoms de l'heli - (4) que el componen estan congelats en una pel·lícula cristal·lina rígida, de forma semblant a com ho estan els àtoms i les molècules en un sòlid normal com el gel. La diferència és que, en aquest cas, el terme "congelat" no significa "estacionari". Com que la pel·lícula d'heli-4 és molt freda, tot just un desè de grau sobre el zero absolut, comencen a imperar les lleis de la incertesa quàntica. En efecte, els àtoms d'heli comencen a comportar com si fossin sòlids i fluids a la vegada. De fet, en les circumstàncies adequades, una fracció dels àtoms d'heli comença a moure's a través de la pel·lícula com una substància coneguda com a superfluid, un líquid que es mou sense cap fricció. D'aquí el seu nom de supersòlid.
- Matèria degenerada. S'anomena matèria degenerada aquella en la qual una fracció important de la pressió prové del principi d'exclusió de Pauli, que estableix que dos fermions no poden tenir els mateixos nombres quàntics. Segons les condicions, la degeneració de diferents partícules pot contribuir a la pressió d'un objecte compacte, de manera que una nana blanca és sostinguda per la degeneració d'electrons, mentre que una estrella de neutrons no col·lapsa a causa de l'efecte combinat de la pressió de neutrons degenerats i la pressió deguda a la part repulsiva de la interacció forta entre barions.

- Condensat fermiònic. Creat en la Universitat de Colorado per primera vegada el 1999, el primer condensat de fermi format per àtoms va ser creat el 2003. El condensat fermiònic, considerat com el sisè estat de la matèria, és una fase supèrflua formada per partícules fermiòniques a temperatures baixes. Està molt relacionat amb el condensat de Bose-Einstein. A diferència dels condensats de Bose-Einstein, els fermions condensats es formen utilitzant fermions en lloc de bosons. Dit d'una altra manera, el condensat de fermi és un estat d'agregació de la matèria en la qual la matèria adquireix superfluïdesa. Es crea a molt baixes temperatures, molt a prop del zero absolut.

- Plasma quarks i gluons. El plasma de quark-gluons (QGP) és una fase predita per la cromodinàmica quàntica (QCD) que existeix quan la temperatura i/o la densitat són molt elevades. Aquest estat és compost de quarks i gluons, gairebé lliures, que són els components bàsics de la matèria. Es creu que va existir durant els primers 20 a 30 microsegons després que l'univers nasqués en el moment del big-bang. Els experiments en el Super Proton Synchrotron (SPS) del CERN van tractar primer de crear QGP en els anys vuitanta i noranta, i es va poder aconseguir de manera parcial.[2] Actualment, experiments al Col·lisionador d'Ions Pesants Relativistes (RHIC) del Laboratori Nacional Brookhaven (Estats Units) continuen aquest esforç.[3] Tres nous experiments es duen a terme en el Gran Col·lisionador d'Hadrons (LHC) del CERN, ALICE,[4] ATLAS i CMS, i s'hi continua amb l'estudi de les propietats del QGP.

- Matèria estranya o matèria de quarks. En química nuclear, física de partícules i astrofísica, el terme s'usa de dues maneres, una de més àmplia i l'altra més específica.
  - El significat més ampli és tan sols matèria de quarks que conté tres "tipus" de quarks: amunt, avall i estrany. En aquesta definició, hi ha una pressió crítica i una densitat crítica associada, i quan la matèria nuclear (feta de protons i neutrons) es comprimeix més enllà d'aquesta densitat, els protons i neutrons es dissocien en els quarks que els componen, resultant així matèria de quarks (probablement, matèria estranya).
  - El significat més estricte se'n refereix a la matèria de quarks, que és més estable que la matèria nuclear. La idea que això podria passar és la "hipòtesi de la matèria estranya" de Bodmer[5] i Witten.[6] En aquesta definició, la pressió crítica és zero: el veritable estat fonamental de la matèria és sempre matèria de quarks. Els nuclis que veiem en la matèria que ens envolta, que són "gotes" de matèria nuclear, són necessàriament metaestables, i donat el temps suficient (o l'estímul extern adequat) decaurien en gotes de matèria estranya, els strangelets.